# غويلرمو بينيتيز (لاعب كرة قدم)
غويلرمو بينيتيز (بالإسبانية: Guillermo Benítez) هو لاعب كرة قدم بنمي في مركز الدفاع، ولد في 5 مارس 1999 في بنما. لعب مع اتلانتا يونايتد 2 وبلازا أمادور.